# Shuto Kono
Shuto Kono (幸野 志有人 Kono Shuto?, nacido el 4 de mayo de 1993 en Tokio) es un futbolista japonés que se desempeña como centrocampista.

## Trayectoria

### Clubes
| Club                | País  | Año         |
| ------------------- | ----- | ----------- |
| FC Tokyo            | Japón | 2010 - 2016 |
| Oita Trinita        | Japón | 2011        |
| FC Machida Zelvia   | Japón | 2012        |
| V-Varen Nagasaki    | Japón | 2013        |
| JEF United Chiba    | Japón | 2014        |
| J. League sub-22    | Japón | 2014 - 2015 |
| FC Tokyo sub-23     | Japón | 2016        |
| Renofa Yamaguchi FC | Japón | 2016        |
| V-Varen Nagasaki    | Japón | 2017 -      |

## Estadística de carrera

### J. League
| Club                | Año   | J. League | J. League | Copa J. League | Copa J. League | Total | Total |
| Club                | Año   | Part.     | Goles     | Part.          | Goles          | Part. | Goles |
| ------------------- | ----- | --------- | --------- | -------------- | -------------- | ----- | ----- |
| FC Tokyo            | 2010  | 0         | 0         | 0              | 0              | 0     | 0     |
| FC Tokyo            | 2012  | 3         | 0         | 0              | 0              | 3     | 0     |
| FC Tokyo            | 2014  | 0         | 0         | 1              | 0              | 1     | 0     |
| FC Tokyo            | 2015  | 0         | 0         | 0              | 0              | 0     | 0     |
| FC Tokyo            | 2016  | 0         | 0         | 0              | 0              | 0     | 0     |
| Oita Trinita        | 2011  | 18        | 0         | -              | -              | 18    | 0     |
| FC Machida Zelvia   | 2012  | 15        | 1         | -              | -              | 15    | 1     |
| V-Varen Nagasaki    | 2013  | 32        | 2         | -              | -              | 32    | 2     |
| JEF United Chiba    | 2014  | 13        | 1         | -              | -              | 13    | 1     |
| J. League sub-22    | 2014  | 2         | 0         | -              | -              | 2     | 0     |
| J. League sub-22    | 2015  | 2         | 0         | -              | -              | 2     | 0     |
| FC Tokyo sub-23     | 2016  | 11        | 0         | -              | -              | 11    | 0     |
| Renofa Yamaguchi FC | 2016  | 8         | 0         | -              | -              | 8     | 0     |
| V-Varen Nagasaki    | 2017  | 30        | 3         | -              | -              | 30    | 3     |
| Total               | Total | 134       | 7         | 1              | 0              | 135   | 7     |